# Ba Đình (xã)
Ba Đình là một xã thuộc huyện Nga Sơn, tỉnh Thanh Hóa, Việt Nam. Xã được đặt theo tên của Chiến khu Ba Đình trong phong trào Cần Vương cuối thế kỷ XIX.

## Thông tin địa lý
Xã Ba Đình có diện tích: 6,62 km². Theo Tổng điều tra dân số năm 1999, xã Ba Đình có dân số 5.310 người.
Xã Ba Đình nằm ở phía tây bắc huyện Nga Sơn. Địa giới hành chính như sau: 
- Phía đông giáp các xã Nga Vịnh, Nga Trường và Nga Văn, huyện Nga Sơn;
- Phía nam giáp xã Nga Thắng, huyện Nga Sơn;
- Phía tây giáp xã Hà Châu, huyện Hà Trung;
- Phía bắc giáp xã Nga Vịnh, huyện Nga Sơn.

## Hành chính
Năm 1977, huyện Nga Sơn sáp nhập với huyện Hà Trung thành huyện Trung Sơn, xã Ba Đình thuộc huyện Trung Sơn. Năm 1982 huyện Trung Sơn chia tách thành hai huyện như cũ, xã Ba Đình lại thuộc huyện Nga Sơn.
Xã Ba Đình ngày nay gồm các làng (thôn): Điền Hộ, Thượng Thọ Nội, Thượng Thọ Ngoại, Mậu Lâm, Mậu Thịnh, Mỹ Khê, Mỹ Thành, Chiến Thắng, Vân Chùa.
| STT | Tên thôn/xóm/ấp/khu phố | Mã bưu chính |
| --- | ----------------------- | ------------ |
| 1   | Thôn Chiến Thắng        | 443961       |
| 2   | Thôn Mậu Thịnh          | 443962       |
| 3   | Thôn Mậu Lâm            | 443963       |
| 4   | Thôn Mỹ Khê             | 443964       |
| 5   | Thôn Vần Chùa           | 443965       |
| 6   | Thôn Thượng Thọ Ngoại   | 443966       |
| 7   | Thôn Điền Hộ            | 443967       |
| 8   | Thôn Mỹ Thành           | 443968       |
| 9   | Thôn Thượng Thọ Nội     | 443969       |

## Di tích lịch sử, văn hóa
Cụm di tích căn cứ Ba Đình trong phong trào Cần Vương chống Pháp, đã được xếp hạng di tích cấp quốc gia.
Từ xa xưa trên địa bàn xã này có tuyến kênh Nhà Lê nối từ  kinh đô Hoa Lư đến Đèo Ngang đi qua, là tuyến đường thủy đầu tiên trong lịch sử Việt Nam và được coi là tuyến đường Hồ Chí Minh trên sông vì những đóng góp cho các cuộc chiến tranh của người Việt (hiện là một đoạn của sông Hoạt theo tên gọi địa phương).